# Kvibille socken
Kvibille socken ingick i Halmstads härad, ingår sedan 1974 i Halmstads kommun och motsvarar från 2016 Kvibille distrikt.
Socknens areal är 46,11 kvadratkilometer, varav 45,70 land. År 2000 fanns här 1 167 invånare. Tätorten och kyrkbyn Kvibille med sockenkyrkan Kvibille kyrka ligger i socknen. 

## Administrativ historik
Kvibille socken har medeltida ursprung.
Vid kommunreformen 1862 övergick socknens ansvar för de kyrkliga frågorna till Kvibille församling och för de borgerliga frågorna till Kvibille landskommun. Landskommunena senare utökades 1952  och uppgick 1974 i Halmstads kommun. Kvibille församling uppgick 2008 i Slättåkra-Kvibille församling.
1 januari 2016 inrättades distriktet Kvibille, med samma omfattning som församlingen hade 1999/2000.  
Socknen har tillhört fögderier och domsagor enligt Halmstads härad. De indelta båtsmännen tillhörde Södra Hallands första båtsmanskompani.

## Geografi och natur
Kvibille socken ligger norr om Halmstad kring Suseån. Socknen består av slättbygd kring ån i väst och kuperad skogsbygd i öster och nordost.
Det finns tre naturreservat i socknen: Biskopstorp som delas med Slättåkra socken ingår i EU-nätverket Natura 2000 medan Hålldammsknattarna som delas med Getinge socken samt Kungsladugården Biskopstorp är kommunala naturreservat.
Sätesgårdar var Marielunds säteri, Susegården,
Biskopstorps kungsladugård och Tronarps herrgård.
I kyrkbyn Kvibille fanns förr ett gästgiveri.

## Fornlämningar
Från stenåldern finns boplatser och från bronsåldern flera gravrösen. Från järnåldern finns sex mindre gravfält och stensättningar. En runristning är inmurad i kyrkan.

## Namnet
Namnet (1300-talet Quithbillä) kommer från kyrkbyn. Förleden kan innehåller kvith, 'mage, kved' avseendenågon terrängformation. Efterleden kan innehålla bill, 'plogbill' och avse någon naturformation.

## Befolkningsutveckling
| Befolkningsutvecklingen i Kvibille socken 1790–1990                                                     | Befolkningsutvecklingen i Kvibille socken 1790–1990 | Befolkningsutvecklingen i Kvibille socken 1790–1990 | Befolkningsutvecklingen i Kvibille socken 1790–1990 | Befolkningsutvecklingen i Kvibille socken 1790–1990 |
| --- | --------------------------------------------------- | --------------------------------------------------- | --------------------------------------------------- | --------------------------------------------------- |
| |                                                     |                                                     |                                                     |                                                     |
| År |                                                     |                                                     | Folkmängd                                           |                                                     |
| 1790 | 1790                                                |                                                     | 610                                                 |                                                     |
| 1800 | 1800                                                |                                                     | 664                                                 |                                                     |
| 1810 | 1810                                                |                                                     | 693                                                 |                                                     |
| 1820 | 1820                                                |                                                     | 764                                                 |                                                     |
| 1830 | 1830                                                |                                                     | 808                                                 |                                                     |
| 1840 | 1840                                                |                                                     | 904                                                 |                                                     |
| 1850 | 1850                                                |                                                     | 960                                                 |                                                     |
| 1860 | 1860                                                |                                                     | 1 142                                               |                                                     |
| 1870 | 1870                                                |                                                     | 1 079                                               |                                                     |
| 1880 | 1880                                                |                                                     | 1 104                                               |                                                     |
| 1890 | 1890                                                |                                                     | 1 060                                               |                                                     |
| 1900 | 1900                                                |                                                     | 1 000                                               |                                                     |
| 1910 | 1910                                                |                                                     | 939                                                 |                                                     |
| 1920 | 1920                                                |                                                     | 887                                                 |                                                     |
| 1930 | 1930                                                |                                                     | 854                                                 |                                                     |
| 1940 | 1940                                                |                                                     | 786                                                 |                                                     |
| 1950 | 1950                                                |                                                     | 751                                                 |                                                     |
| 1960 | 1960                                                |                                                     | 658                                                 |                                                     |
| 1970 | 1970                                                |                                                     | 863                                                 |                                                     |
| 1980 | 1980                                                |                                                     | 1 171                                               |                                                     |
| 1990 | 1990                                                |                                                     | 1 182                                               |                                                     |
| Anm: Källor: Umeå universitet - Tabellverket 1749-1859, Demografiska databasen, CEDAR, Umeå universitet |                                                     |                                                     |                                                     |                                                     |